# Liste der Naturdenkmale in Hammersbach
Die Liste der Naturdenkmale in Hammersbach nennt die in der Gemeinde Hammersbach im Main-Kinzig-Kreis gelegenen Naturdenkmale.
| Bild | Bezeichnung      | Ortsteil, Lage                                  | Beschreibung | Art | Nr.    |
| ---- | ---------------- | ----------------------------------------------- | ------------ | --- | ------ |
| BW   | Haarstraucheiche | Langen-Bergheim 50° 14′ 55,7″ N, 8° 59′ 44,4″ O |              |     | 435006 |
| BW   | Eiche            | Langen-Bergheim 50° 14′ 1,1″ N, 8° 59′ 53″ O    |              |     | 435012 |
| BW   | Drususeiche      | Langen-Bergheim 50° 14′ 35,8″ N, 8° 58′ 27,3″ O |              |     | 435169 |
| BW   | Linde            | Marköbel 50° 13′ 19,7″ N, 8° 58′ 37,4″ O        |              |     | 435182 |

## Belege
1. ↑  
Naturdenkmale im Main-Kinzig-Kreis. (PDF; 74 kB) Umweltbericht MKK. Main-Kinzig-Kreis, August 2015, archiviert vom Original (nicht mehr online verfügbar) am 24. Januar 2016; abgerufen am 22. Januar 2016.

- Karte mit allen Koordinaten:
- OSM |
- WikiMap